# 岳阳市非物质文化遗产
岳阳市非物质文化遗产，主要包括列入世界、国家、省、市级非物质文化遗产名录的项目。

## 世界级
- 汨罗江畔端午习俗（与湖北秭归县的屈原故里端午习俗、黄石市的西塞神舟会和江苏苏州市的苏州端午习俗共同组“端午节”项目）

## 国家级
（2006年5月公布）
- 岳阳巴陵戏
- 汨罗江畔端午习俗

（2007年9月公布）
- 平江九龙舞）
- 岳阳花鼓戏

## 省级（13项）
- 华容夹叶点子
- 洞庭渔歌
- 平江九龙舞
- 岳阳花鼓戏
- 临湘花鼓戏
- 平江花灯戏
- 汨罗长乐故事会

（2009年3月公布）
- 君山区柳毅传书传说
- 汨罗市屈原传说
- 平江县平江民歌
- 岳阳县岳州扇制作技艺
- 临湘市十三村酱菜制作技艺
- 汨罗市屈子祠祭典

## 市级（15项）
（2007年12月公布）

### 民间音乐
- 云山高腔
- 平江民歌

### 民间舞蹈
- 临湘天狮舞

### 民间曲艺
- 三棒鼓

### 民间故事
- 柳毅传书
- 屈原传说

### 民间习俗
- 屈子祠祭屈大典
- 汨罗饮茶习俗

### 民间工艺
- 岳州扇
- 长乐甜酒制作工艺
- 十三村酱菜制作技艺
- 民间龙舟打造技艺
- 酒粬制作技艺
- 长寿酱干

### 传统体育与竞技
- 龟牛拳